# El huerto siniestro
El huartos siniestro es una historieta de 1987 del autor español Francisco Ibáñez perteneciente a su serie Mortadelo y Filemón.

## Trayectoria editorial
Primera historieta larga de Ibáñez en serializarse en la nueva revista Mortadelo (n.º 49 a 56) de Ediciones B después de que el autor llegase a un acuerdo con esta editorial. Publicada en el número 16 de la Colección Olé actual.

## Sinopsis
La T.I.A. va a estrenar armamento. Armas con un aspecto inofensivo pero devastadoras. Esas armas son un invento del profesor Bacterio, el cual las ha creado en su huerto a partir de hortalizas. Ese huerto produce, gracias a las investigaciones del profesor Bacterio, unas hortalizas que a simple vista parecen inofensivas pero cada una es un arma poderosísima. Mortadelo y Filemón tendrán que probar las armas que salgan del huerto siniestro: la berenjena elástica, la guindilla lanzallamas, la zanahoria eléctrica, los ajos bomba, el hongo "Challenger", etc.

## Comentarios
Varios de los inventos de esta aventura son similares a otros que habían aparecido en otras historietas como la patata que sale de la tierra en El caso de la patata y otros que aparecen en la historieta A las armas.